# Бжустувек
Бжустувек (пол. Brzustówek) — село в Польщі, у гміні Опочно Опочинського повіту Лодзинського воєводства.
Населення — 409 осіб (2011).
У 1975—1998 роках село належало до Пйотрковського воєводства.

## Демографія
Демографічна структура станом на 31 березня 2011 року:
|          | Загалом | Допрацездатний вік | Працездатний вік | Постпрацездатний вік |
| -------- | ------- | ------------------ | ---------------- | -------------------- |
| Чоловіки | 208     | 45                 | 136              | 27                   |
| Жінки    | 201     | 31                 | 119              | 51                   |
| Разом    | 409     | 76                 | 255              | 78                   |